# El drama del 15 de octubre
Vous lisez un « article de qualité » labellisé en 2014.
Pour plus de détails, voir Fiche technique et Distribution.
El drama del 15 de octubre (littéralement en français, « Le drame du 15 octobre ») est un film muet colombien en noir et blanc réalisé par les frères Francesco et Vincenzo Di Domenico et présenté au public pour la première fois en novembre 1915 au Salón Olympia à Bogota.
Considéré comme le premier long métrage documentaire cinématographique réalisé en Colombie, ce film relate l'assassinat du général Rafael Uribe Uribe à travers une reconstitution des faits. Il est vivement critiqué en raison de l'apparition des véritables meurtriers et du corps du défunt militaire dans le film. Il n'existe plus aucune copie de ce documentaire qui est interdit en salle sur ordre de la justice avant d'être détruit. Si le scandale qui suit sa sortie entraîne un ralentissement de la production régulière de films les années suivantes, il n'empêche qu'il revêt une importance particulière, montrant que le cinéma colombien est marqué dès ses origines par la représentation de la criminalité, thématique considérée comme l'une des plus répandues et des plus polémiques de ce cinéma national.

## Synopsis
Peu de choses peuvent être dites sur le contenu du documentaire, qui ne peut être défini qu'à partir des commentaires de presse compilés jusqu'alors. En effet, il ne subsiste aucune copie de El drama del 15 de octubre et Francesco Di Domenico ne l'a mentionné que rarement à ses enfants, souhaitant l'effacer de sa mémoire en raison de sa censure.
Le film débute avec le portrait du général Uribe Uribe. Ensuite, une scène montre l'opération subie par la victime avant sa mort. Puis, vient la partie centrale du film, filmée par Vincenzo Di Domenico, à savoir l'enterrement d'Uribe Uribe à Bogota. Son cercueil est emmené de la basilique jusqu'au cimetière, suivi par un cortège d'habitants de la capitale. Des voitures avec des couronnes, des orateurs prononçant leur discours jusqu'à la tombe, la police, l'armée et les coups de feu sont aussi montrés. Une autre séquence permet de découvrir les auteurs du crime, Leovigildo Galarza et Jesús Carvajal. Le crime du Capitole est ensuite reconstitué et, pour cette scène, les frères Di Domenico « ont photographié les principaux lieux du drame sanglant » tandis que les deux meurtriers « se prêtaient à toutes les positions désirées par les opérateurs ». Dans une autre partie du documentaire, on peut voir des photos d'hommages rendus au général à l'occasion du premier anniversaire de sa mort, des défilés de voitures, des pèlerinages et des orateurs. Le film se termine par une allégorie sur la tombe d'Uribe Uribe. Cette scène, dont un extrait a pu être préservé, montre un tableau appelé La Apoteosis (« L'Apothéose » en français) au symbolisme trivial qui représente une femme agitant, de droite à gauche, le drapeau colombien sur le monument érigé en l'honneur du dirigeant libéral.

## Fiche technique
- Titre original : El drama del 15 de octubre (en français, littéralement « Le drame du 15 octobre »)
- Réalisation : Francesco et Vincenzo Di Domenico
- Société de production : Di Doménico Hermanos[1]
- Pays de production :  Colombie
- Format : noir et blanc - muet - 35 mm[3]
- Durée : long métrage (durée précise inconnue)[3]
- Genre : documentaire[3]
- Date de sortie : 
  - Colombie : 21 novembre 1915[4],[5]

## Distribution
Les deux meurtriers de Rafael Uribe Uribe, Leovigildo Galarza et Jesús Carvajal, jouent leur propre rôle dans ce film qui reconstitue l'assassinat du général.

## Production

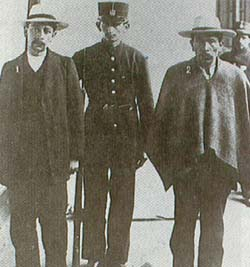
Leovigildo Galarza (à gauche) et Jesús Carvajal (à droite).

Au début des années 1900, l'essor économique de la Colombie favorise le développement du cinéma, ce qui permet à beaucoup de films d'être importés et à plusieurs salles de cinéma d'être construites telles que l'Olympia de Bogota inauguré le 8 décembre 1912. Les frères italiens Di Domenico s'installent à Bogota en 1909 avant de créer en 1913 la société industrielle cinématographique latino-américaine (en espagnol : Sociedad Industrial Cinematográfica Latinoamericana ou SICLA) avec notamment l'aide de leurs beaux-frères Giuseppe et Erminio Di Ruggiero ainsi que de leurs cousins Donato et Giovanni Di Domenico Mazzoli,. Cette initiative est considérée par l'historien du cinéma colombien Luis Alfredo Álvarez comme étant « la première tentative organisée d'un cinéma national ».
Les frères Di Domenico profitent de l'assassinat du général Rafael Uribe Uribe le 15 octobre 1914 pour sortir, un an plus tard, le documentaire El drama del 15 de octubre. Selon l'écrivain et critique de cinéma colombien Hugo Chaparro Valderrama, les deux frères, des immigrés, auraient voulu se faire accepter de la communauté où ils vivaient désormais en profitant de l'image du général présente dans la mémoire du pays. Pour ce film réalisé à Bogota même par la société Di Doménico Hermanos, ils décident de reconstituer les faits avec la participation des deux meurtriers, Leovigildo Galarza et Jesús Carvajal qui perçoivent chacun 50 dollars pour leur apparition dans le documentaire. Au montage, les frères Di Domenico utilisent des images animées récupérées à partir d'enregistrements pris au moment du drame ainsi que d'autres images d'archives. Ils intègrent également des photos qu'ils ont prises des « principaux lieux du drame sanglant » pour la scène du crime au Capitole. Ils aboutissent ainsi à un récit grâce à une mise en scène de la réalité dans laquelle les personnages jouent le même rôle dans la vie réelle et dans le film.

## Accueil

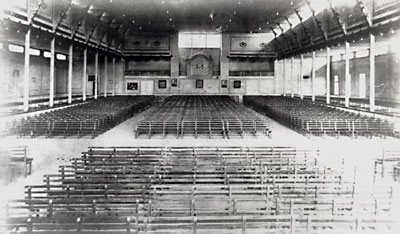
Le Salón Olympia de Bogota, où fut présenté pour la première fois le film.

Considéré comme le premier documentaire cinématographique réalisé en Colombie, El drama del 15 de octubre, film muet en noir et blanc, sort en salle pour la première fois en novembre 1915 au Salón Olympia de Bogota. La date de sortie précise serait le 21 ou 22 novembre 1915. En effet, les 23 et 24 novembre de la même année, le journal El Liberal de Barranquilla publie deux notes informatives indiquant le mécontentement du journal et de la famille d'Uribe Uribe concernant un film mettant en scène l'assassinat du général. Il est ensuite présenté dans diverses villes colombiennes mais les populations en tolèrent rarement l'exploitation cinématographique sans protester.
Ce film fait scandale car il montre les deux assassins du général Uribe Uribe interviewés dans leur cellule. L'apparition des meurtriers et la présentation du corps du militaire dans le documentaire entraînent une indignation générale et une atteinte à la conception répandue de la pudeur. Divers journaux paroissiaux décrivent Leovigildo Galarza et Jesús Carvajal, lors de leurs interventions dans le film, comme étant « gros et satisfaits, dans une glorification criminelle et répugnante ». Le fait que les assassins aient été rémunérés pour apparaître dans le film est également sujet à de vives critiques. Des émeutes ont lieu devant plusieurs cinémas qui le diffusent, contraignant Francesco Di Domenico à couper les scènes les plus controversées pour tenter de sauver le film. Anecdote témoignant de l'indignation d'une partie du public, un spectateur de Girardot va même jusqu'à tirer un coup de feu sur le portrait du général Uribe Uribe qui apparaît dans le premier plan du film, perforant ainsi le rideau du théâtre, afin d'exprimer son mécontentement. Le gouvernorat du département du Cundinamarca, dont dépend à l'époque Bogota, interdit la projection du documentaire dans les salles. El drama del 15 de octubre est finalement interdit par les différents conseils départementaux de censure, tandis que les autorités confisquent l'argent versé par les frères Di Domenico à Leovigildo Galarza et Jesús Carvajal pour leur apparition dans le film.
Cependant, près de dix ans plus tard, dans l'édition du 22 janvier 1924 du journal libéral Mundo al día (es), le film est considéré comme ayant été « un blockbuster complet à travers tout le pays ». Le journal critique la qualité de l'image, jugée « imparfaite et primitive », mais il reconnaît à ce film la qualité d'avoir transmis à la Colombie entière la douleur des habitants de Bogota à la suite de l'assassinat d'Uribe Uribe.

## Impact sur le cinéma colombien

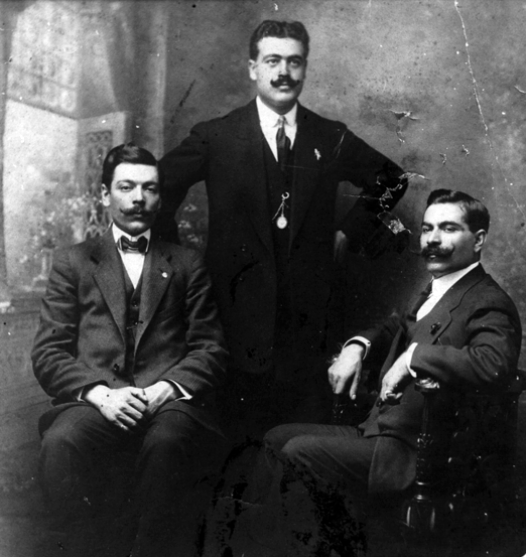
Giovanni Di Domenico Mazzoli, entouré de ses cousins Francesco et Vincenzo Di Domenico (respectivement à sa droite et à sa gauche).

Le scandale qui suit la sortie de El drama del 15 de octubre et les gros titres des journaux qui le qualifient de « film immoral » ont été les preuves d'un échec cinglant pour les frères Di Domenico et pour l'industrie cinématographique nationale naissante. En effet, la tentative avant-gardiste d'attirer le public avec un sujet d'actualité sensible a pour conséquence de stopper net le projet d'une production régulière de films les années suivantes. Il faut ainsi attendre sept ans pour qu'Alfredo del Diestro et Máximo Calvo Olmedo réalisent, en 1922, le premier long métrage de fiction colombien, María, adaptation cinématographique du roman du même nom de Jorge Isaacs.
De plus, outre le fait qu'il soit considéré comme la genèse du cinéma colombien, le documentaire El drama del 15 de octubre revêt une importance particulière, soulevant un certain nombre de prémisses encore présentes dans le septième art colombien telles que la représentation de la violence, la réception contradictoire du cinéma national par son public et les aléas de la production et de la distribution. Dès ses origines, le cinéma colombien est donc marqué par la représentation de la criminalité avec El drama del 15 de octubre qui utilise cette thématique considérée comme l'une des plus répandues et des plus polémiques de ce cinéma national. Devant faire face à une forte censure morale pour y avoir fait apparaître les meurtriers du général Uribe Uribe, ce film est le point de départ d'une tradition : représenter les autres et ceux qui vivent en marge de la ville, de la loi ou de la production capitaliste. Il a également servi de base à des études menées sur les spectateurs et l'accueil qu'ils réservent aux productions cinématographiques en Colombie.

## Conservation du film
Il ne subsiste aucune copie du documentaire réalisé par les frères Di Domenico. En effet, le film est interdit en salle sur ordre de la justice avant d'être détruit et de tomber dans l'oubli,. Ainsi, seuls quelques fragments du film et quelques références publiées dans les journaux locaux de l'époque ont pu être préservés. Il obtient une certaine reconnaissance à partir des années 1970 et 1980 grâce au regain d'intérêt du cinéma colombien pour les thèmes politiques et sociaux et à la création de la Compañía de Fomento Cinematográfico (FOCINE).

Extraits de la scène finale du film
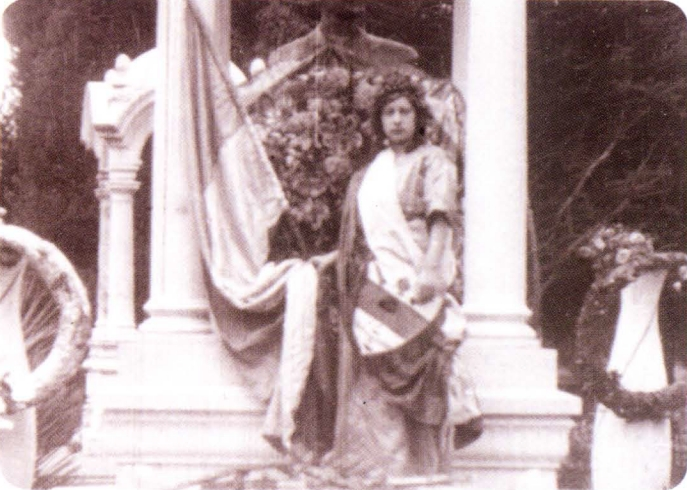
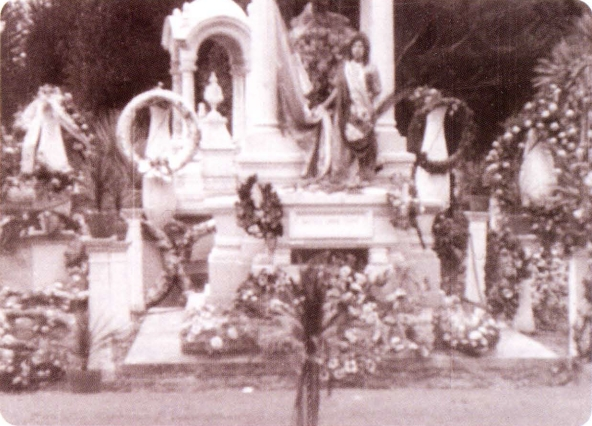